# Les Aventures d'Atomino
Les Aventures d'Atomino (Le avventure di Atomino) est une série de bande dessinée italienne et allemande (RDA) publiée dans les années 1960, mettant en scène un garçon né à la suite d'une expérience atomique.

## Historique de la publication
La bande dessinée Atomino est créée par l’écrivain Marcello Argilli et illustrée par Vinicio Berti. Elle apparait pour la première fois le 13 juin 1963, dans Il Pioniere dell'Unità jusqu'en décembre 1966, pour un total de 150 histoires.
Du 11 mars 1967 à mars 1970, une deuxième série est publiée dans le supplément Noi Donne du Pioniere, puis de 1970 à 1974, les histoires se poursuivent dans l'encart hebdomadaire  La pagina dei bambini toujours lié à Noi Donne. En 1968, une version de la bande dessinée est entre-temps sortie en livre, dans un tome de 120 pages.
À partir d'août 1964, la revue pour la jeunesse Frösi de la RDA reprend la bande dessinée sous le nom d'Atomino, traduite par Egon Wiszniewsky. En Allemagne, les textes insérés dans les bulles de la bande dessinée originale sont pour la plupart supprimés et utilisés comme légendes. Certaines illustrations sont recolorées, réarrangées ou intégrées, et certaines planches sont raccourcies, voire supprimées. Des nouveaux dessins (reprenant parfois les illustrations de Berti) sont réalisés par Klaus-Dieter Sommer
Le succès de la BD auprès des jeunes lecteurs permet à la série de continuer à être publiée dans la revue jusqu'en 1983. Frösi est également paru sous forme de supplément, entre 1968 et 1969, pour un total de 14 numéros en petit format. Outre les histoires proprement dites, on y trouvait également des fiches et des jeux, comme le magazine français pour la jeunesse PifGadget. Par la suite, deux livres d'environ 170 pages contenant des histoires de l'auteur sont publiés par Kinderbuchverlag Berli ; la première publication de 1970 est illustrée par Vinicio Berti, tandis que la seconde, en 1979, est redessinée par Manfred Bofinger.

## Intrigue
Les personnages principales des histoires sont Atomino et sa petite amie Smeraldina. Atomino est un robot à énergie nucléaire doté de capacités surnaturelles qui lui permettent de résoudre des problèmes comme un véritable super-héros. Cependant, il conserve des caractéristiques humaines et a un caractère bon enfant. Il est généralement présenté comme un inventeur qui guide le jeune lecteur dans le monde de la science et de la technologie. Smeraldina est une jeune fille qui le soutient et l'aide dans son combat pour la "bonne cause". À long terme, Atomino traite des problèmes politiques de l'Italie de l'époque (entre les années 1960 et 1970), tels que le chômage, la mafia et le côté sombre de ce que l'on appelle l'impérialisme du pays. Dans ses aventures italiennes, il est également poursuivi par des scientifiques, des boss dans l’industrie de l’armement et des militaires impitoyables qui tentent de l'utiliser à leurs propres fins. Par la suite, les deux hommes se lancent dans diverses aventures qui les mènent dans différents pays, principalement socialistes